# Francesc Miquel i Badia
Francesc Miquel i Badia   (Barcelona, 1840 - Barcelona, 28 de maig de 1899) va ser un crític d'art, literari i artístic, historiador, escriptor i articulista català.

## Biografia
Des de 1866 va fer contribucions al Diari de Barcelona, així com a La Ilustración Española y Americana, el Mundo Ilustrado o Hispania. Gaudí d'una gran influència com a crític d'art, mantenint sempre una línia molt conservadora influïda per Manuel Milà i Fontanals i ben contrària, per tant, a l'art renovador dels modernistes als quals s'oposà sistemàticament tot i que reconegué els dots artístics d'alguns d'ells, com, per exemple, de Ramon Casas. També van tenir certa ascendència sobre la seva carrera els autors Joaquim Roca i Cornet i Josep Maria Quadrado.

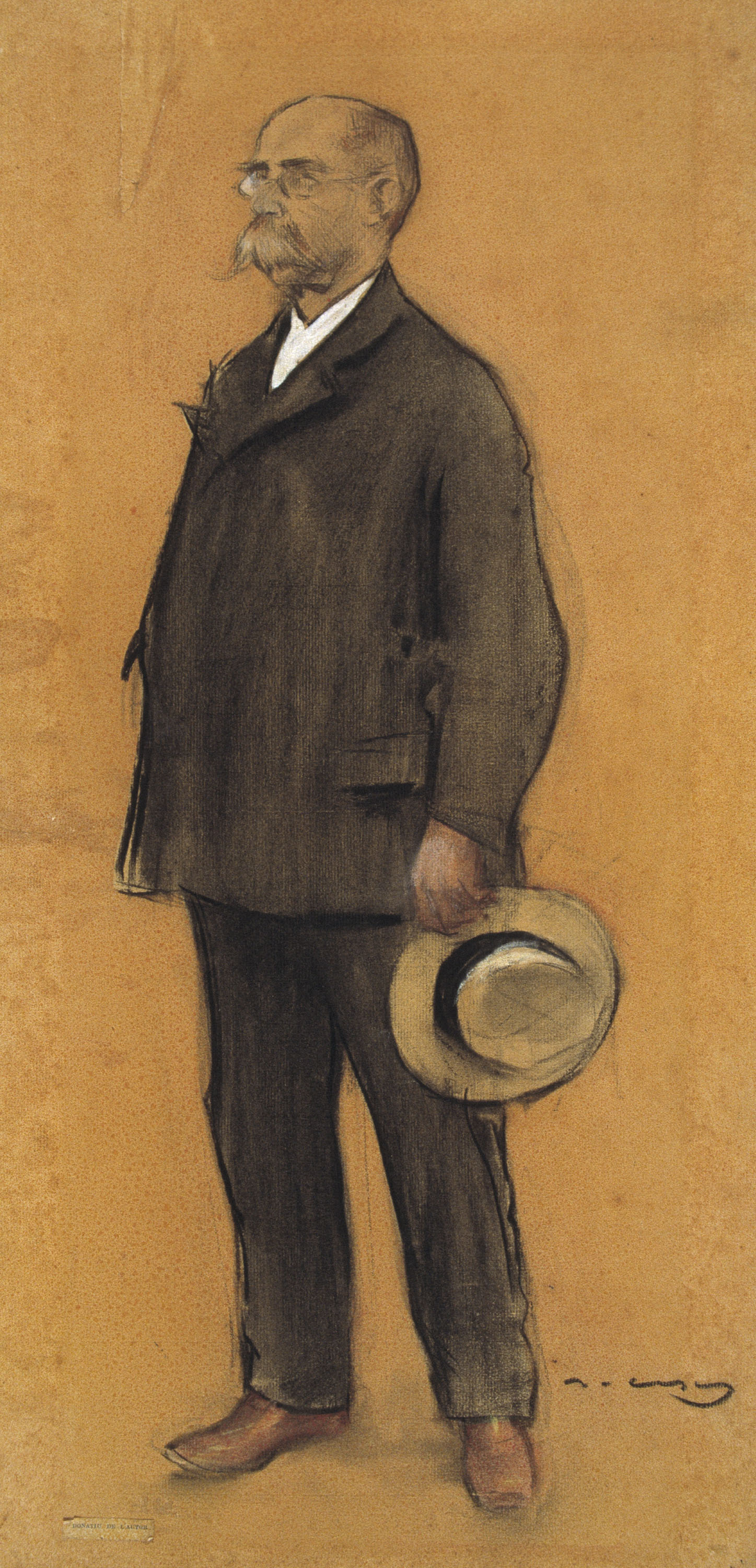
Miquel i Badia vist per Ramon Casas (MNAC)

Membre destacat de les principals acadèmies i associacions artístico-culturals de Barcelona, exercí també com a professor de teoria i d'història de l'art a Llotja. Fou gran col·leccionista de diverses modalitats artístiques i escrigué una monografia sobre Fortuny, pintor pel qual sentia una gran admiració.
El 23 de març del 1881 es va casar amb Josepa Manté i Canela (1853-1883), filla de Pere Manté i Gual, fabricant natural de Reus, i que va morir dos anys més tard durant el part amb la criatura que portava. El 3 de desembre del 1890 es va casar en segones noces amb Caritat Giraudier i Merlè (1859-1935), filla del banquer Antoni Giraudier i Monteis i de Clementina Merlè i Aubert.
Va morir el 28 de maig del 1899 a l'edat de 59 anys, a conseqüència d'un atac de cor, essent enterrat al Cementiri de Montjuïc.